# Suzuki Alto Lapin
Der Suzuki Alto Lapin (franz. Kaninchen) ist ein Kei-Car oder Kleinstwagen des japanischen Automobilherstellers Suzuki auf Basis des Alto. Das Modell wurde bis 2008 auch als Mazda Spiano angeboten. Rund 90 Prozent der Käufer sind weiblich.

## HE21S (2002–2008)
Die erste Generation des Alto Lapin wurde ab Januar 2002 in Japan verkauft. Der im Retro-Stil gestaltete Wagen teilt sich die technische Basis mit dem Suzuki Wagon R+ und dem Suzuki Alto. Insgesamt gab es drei Modellvarianten, bezeichnet als G, X und T. G und X verfügen über einen 660-cm³-Dreizylinder-Saugmotor mit 40 kW (54 PS). Die T-Version hat zudem einen Turbolader, der die Leistung auf 47 kW (64 PS) steigert. Alle drei Modelle waren optional mit Allradantrieb verfügbar.

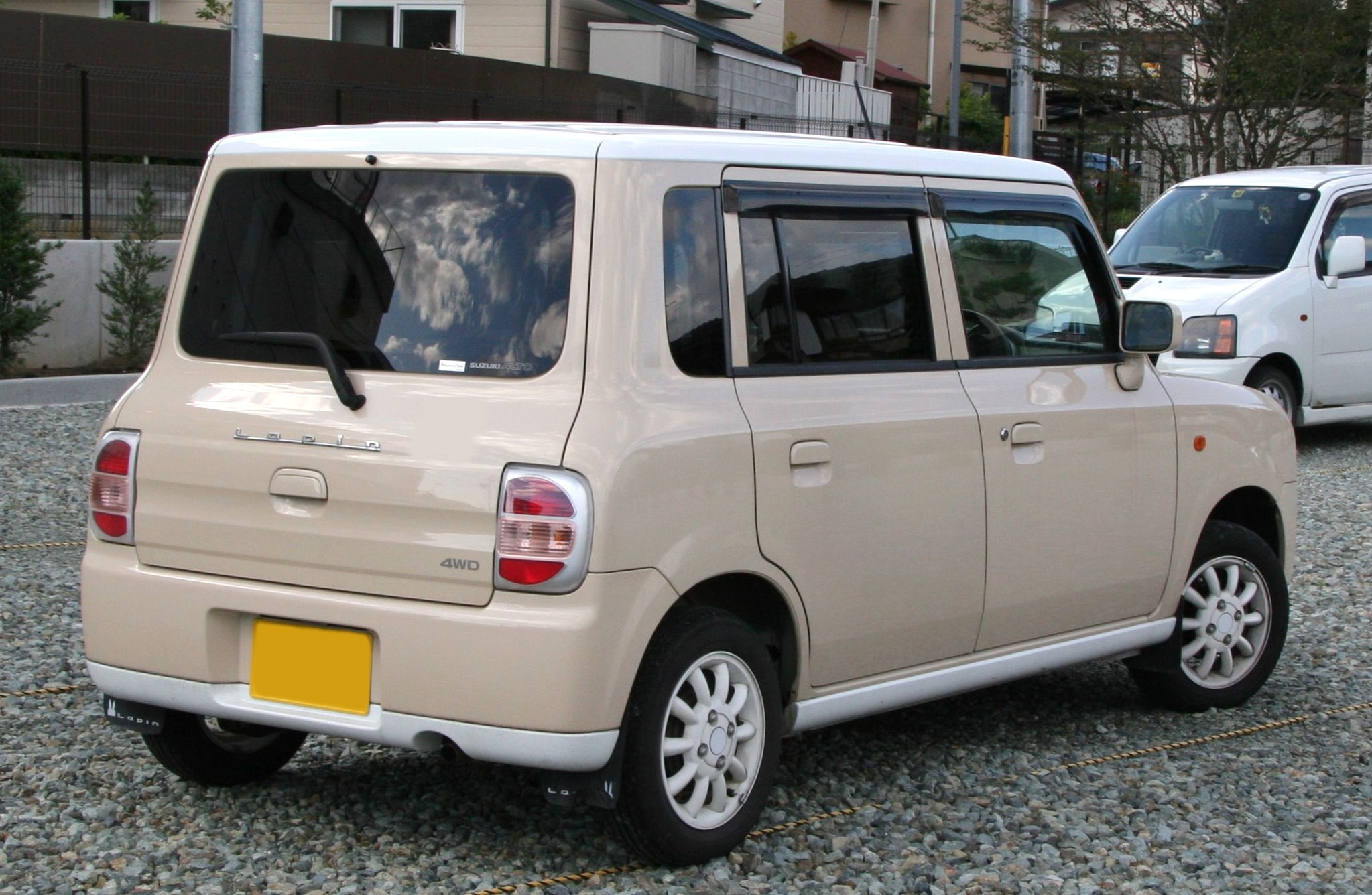
Heckansicht
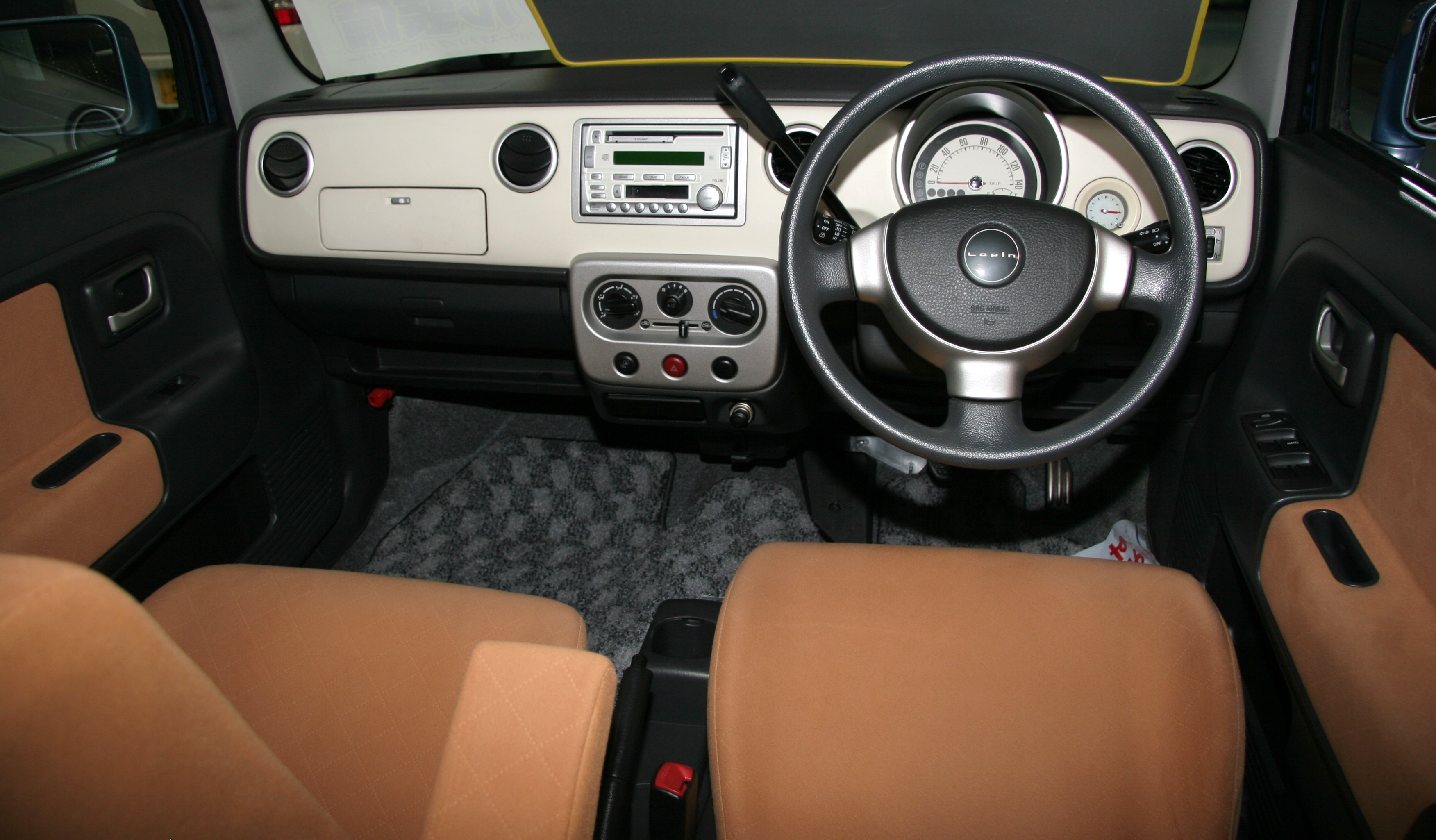
Innenansicht
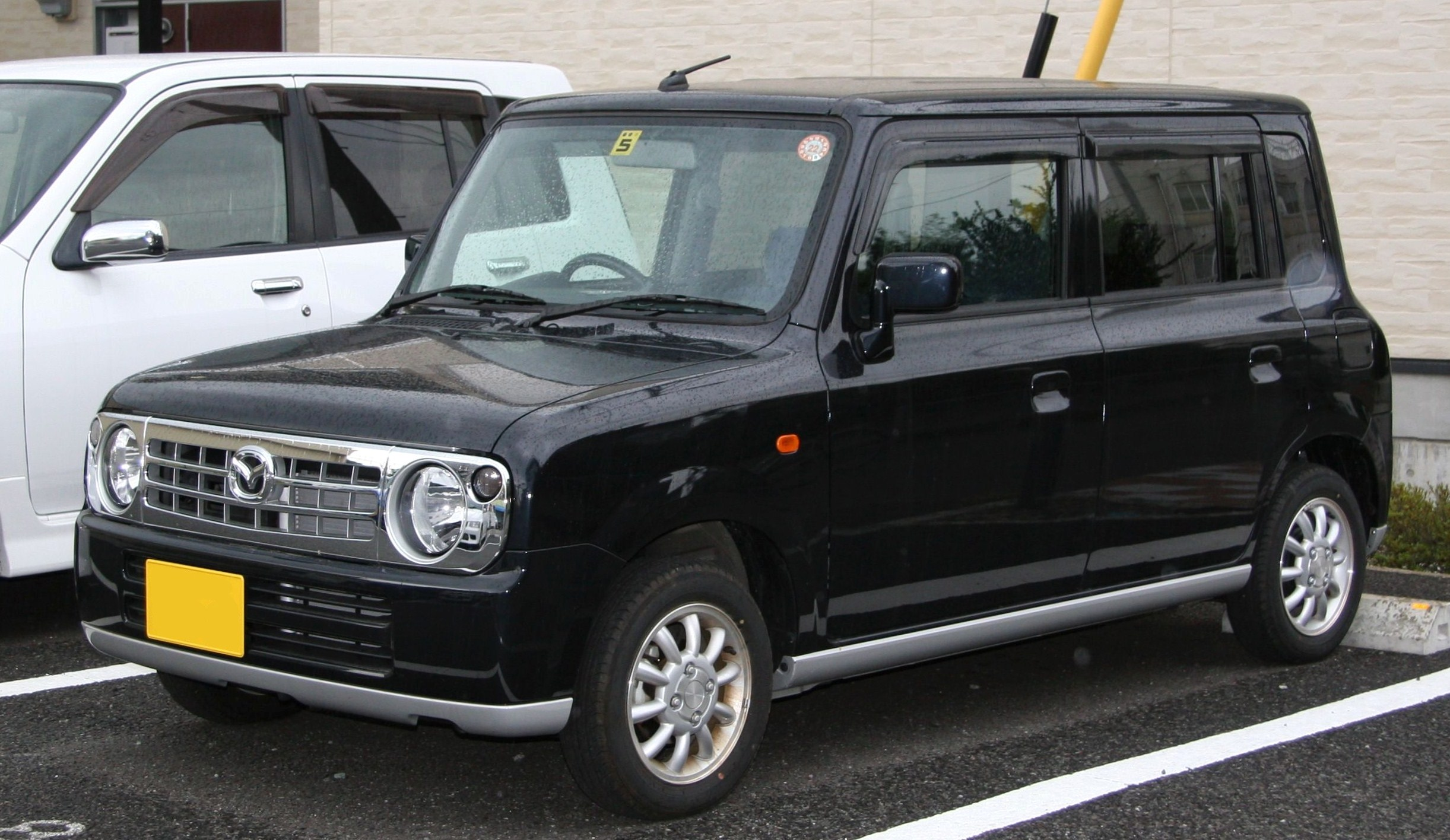
Mazda Spiano

## HE22S (2008–2015)
Ab November 2008 wurde die zweite Generation des Fahrzeugs in Japan angeboten. Der Verkauf des Mazda Spiano wurde mit der Einführung des neuen Alto Lapin eingestellt.

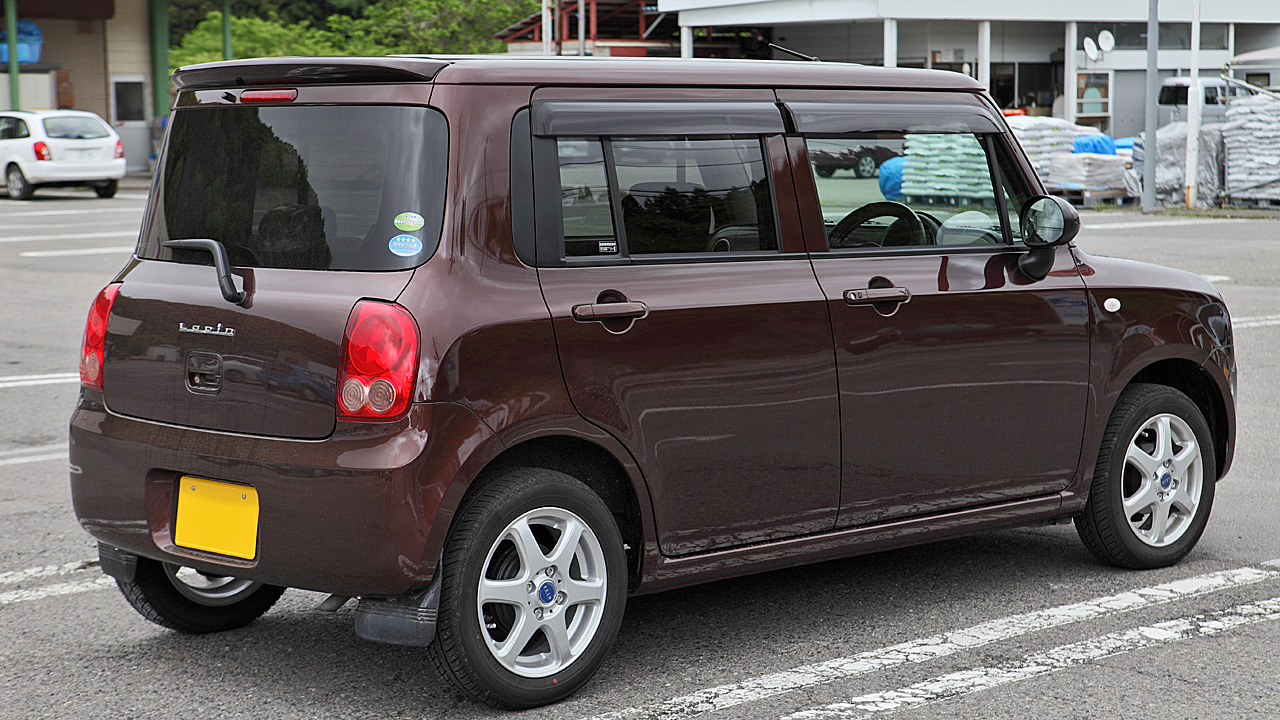
Heckansicht
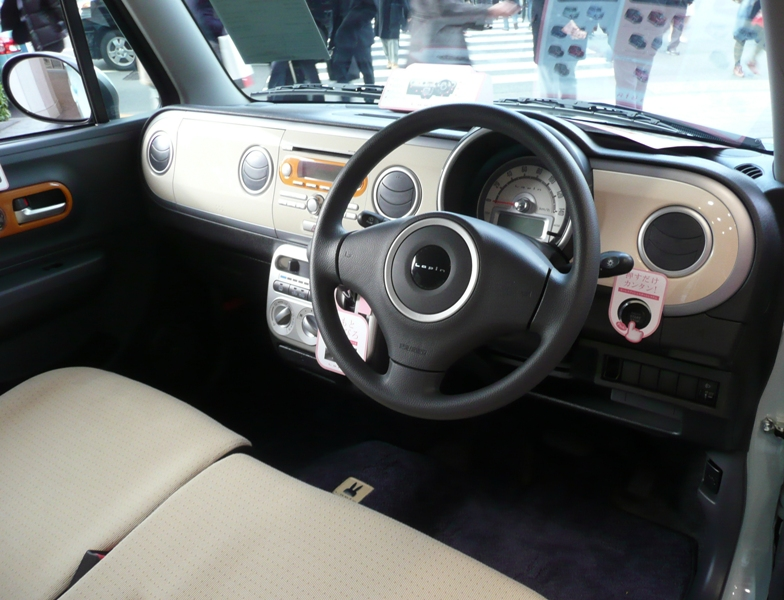
Innenansicht

## HE33S (seit 2015)
Die dritte Generation des Alto Lapin wurde Anfang Juni 2015 in Japan eingeführt. Angetrieben wird der Kleinstwagen von einem 658-cm³-Dreizylinder-Saugmotor mit 38 kW (52 PS), einem stufenlosem Getriebe und Vorderradantrieb. Optional ist der Alto Lapin auch mit Allradantrieb erhältlich. Insgesamt werden vier Ausstattungslinien angeboten.

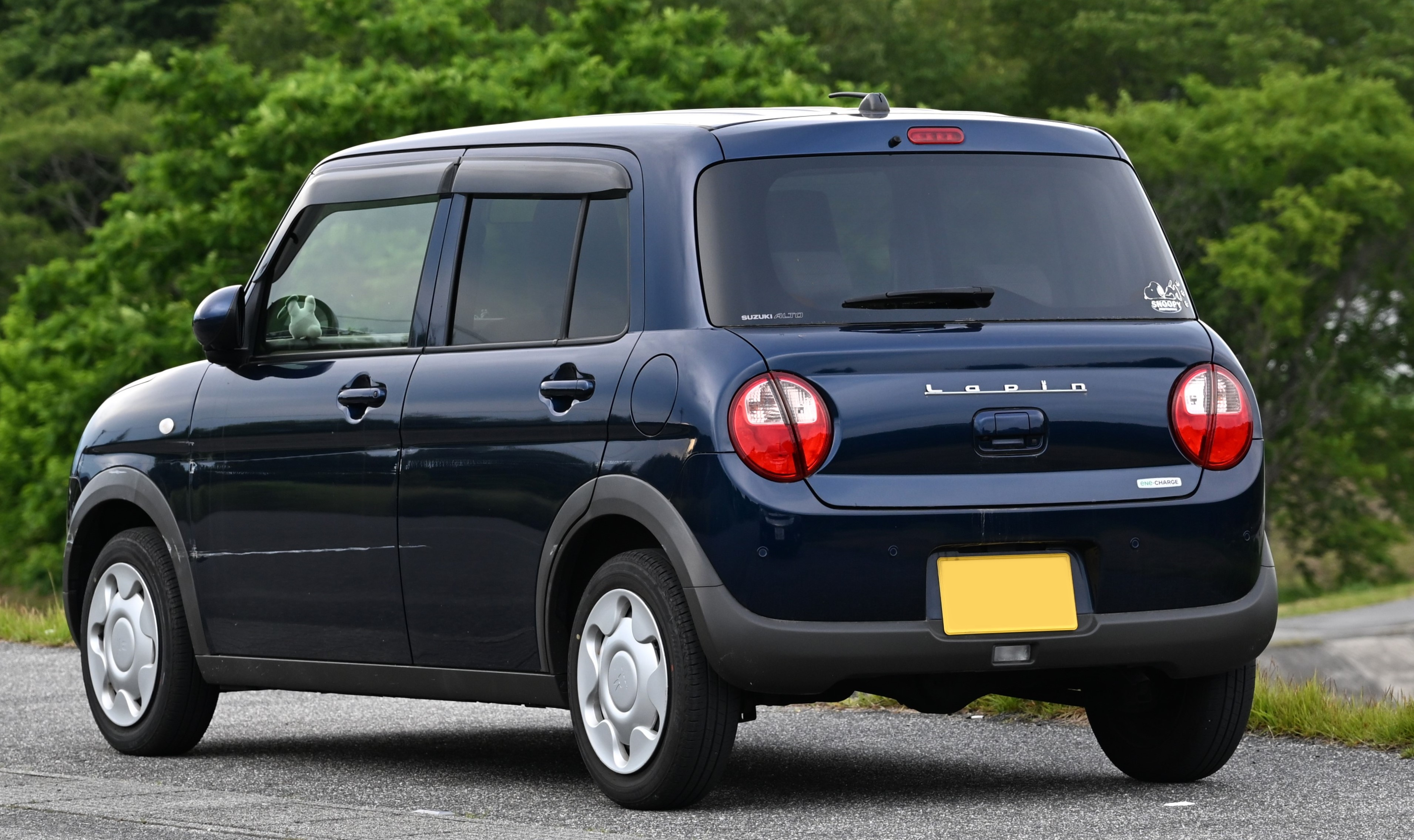
Heckansicht
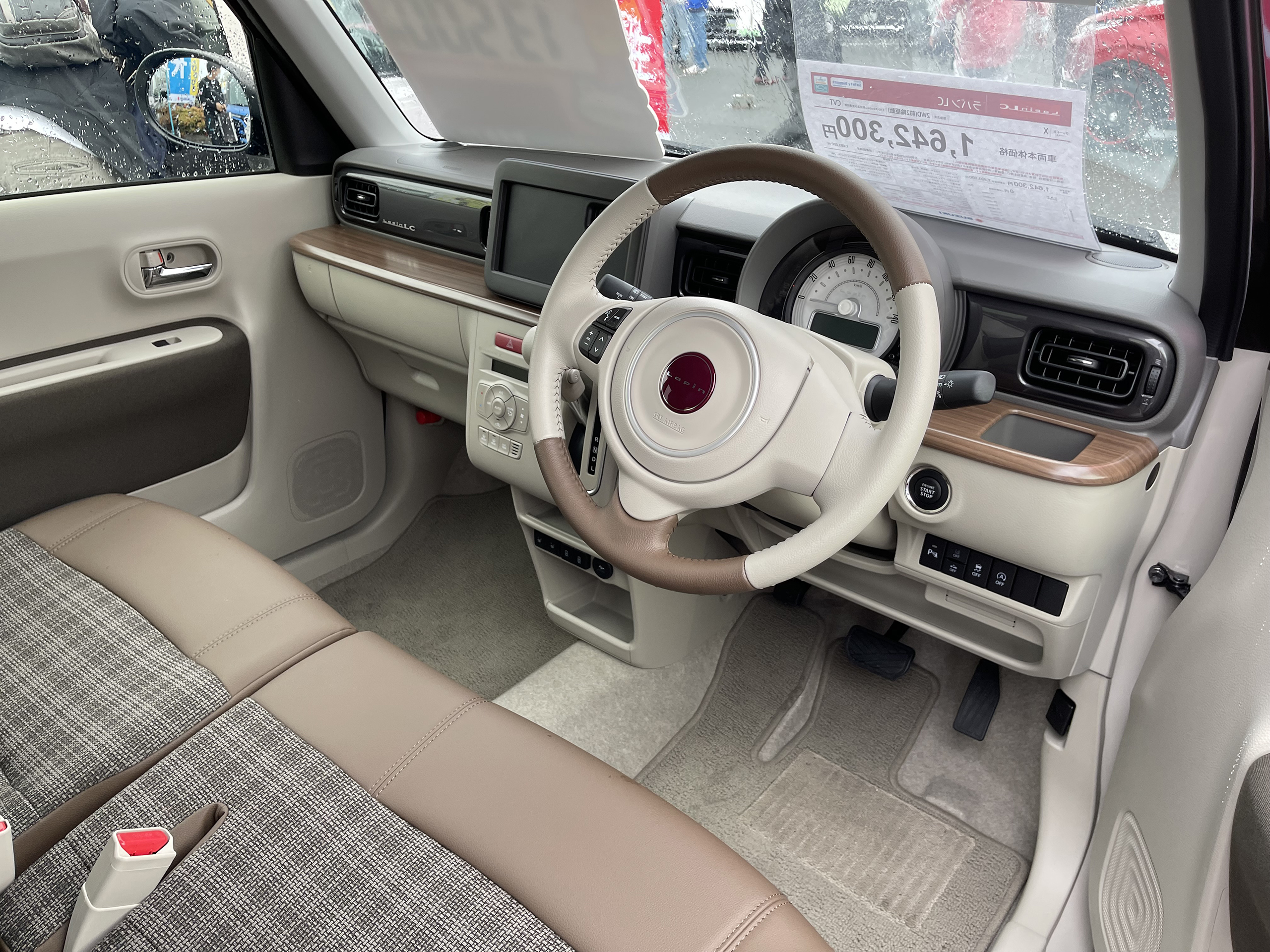
Innenansicht